# Finnische Leichtathletik-Meisterschaften 1921
Die Finnischen Leichtathletik-Meisterschaften 1921, auch Kaleva-Spiele 1921 genannt (finnisch Kalevan kisat 1921), fanden am 20. und 21. August 1921 in Kotka statt. Die Zehnkämpfer trugen ihre Meisterschaft am 2. und 3. Juli in Helsinki aus, der 25.000-Meter-Lauf fand ebenfalls am 3. Juli in Helsinki statt.
Daneben fanden 1921 weitere Meisterschaften in leichtathletischen Disziplinen statt:
- 20. März: Finnische Standsprung-Meisterschaften in Hämeenlinna
- 15. Mai: Finnische Querfeldeinlauf-Meisterschaften in Porvoo[1]
- 2. und 3. Juli: Finnische Staffellauf-Meisterschaften und Finnische Leichtathletik-Meisterschaften der Frauen

## Leichtathletik-Meisterschaften der Herren

### Ergebnisse
| Disziplin                   | Gold               | Gold        | Silber             | Silber      | Bronze           | Bronze      |
| --------------------------- | ------------------ | ----------- | ------------------ | ----------- | ---------------- | ----------- |
| 100 m                       | Lauri Härö         | 10,9 s      | Hirsch Drisin      | 11,0 s      | Erik Åström      | 11,1 s      |
| 200 m                       | Erik Åström        | 22,1 s      | Lauri Härö         | 22,2 s      | Hirsch Drisin    | 22,3 s      |
| 400 m                       | Erik Wilén         | 49,8 s      | Erik Åström        | 51,7 s      | Bengt Bengtström | 51,8 s      |
| 800 m                       | Erik Wilén         | 1:57,0 min  | Paavo Nurmi        | 1:58,4 min  | Nestori Järvelä  | 1:59,3 min  |
| 1500 m                      | Nestori Järvelä    | 4:01,3 min  | Martti Tala        | 4:02,6 min  | Elias Katz       | 4:07,5 min  |
| 5000 m                      | Paavo Nurmi        | 15:21,5 min | Eino Rastas        | 15:24,8 min | Eino Seppälä     | 15:27,1 min |
| 10.000 m                    | Paavo Nurmi        | 33:02,6 min | Eino Rastas        | 33:09,1 min | Väinö Sipilä     | 33:12,3 min |
| 25.000 m                    | Hannes Kolehmainen | 1:29:23,7 h | Aarne Kallberg     | 1:30:20,7 h | Mikko Stietz     | 1:33:32,8 h |
| 110 m Hürden                | Erik Wilén         | 15,9 s      | Waldemar Wickholm  | 16,0 s      |                  |             |
| 400 m Hürden                | Bengt Bengtström   | 57,7 s      | Waldemar Wickholm  | 58,0 s      | Olof von Troil   | 60,3 s      |
| Hochsprung                  | Bror Kraemer       | 1,805 m     | Uno Gerasimowitsch | 1,75 m      | Vilho Tuulos     | 1,75 m      |
| Stabhochsprung              | Armas Rauhamaa     | 3,70 m      | Akseli Roine       | 3,20 m      | Jussi Ruoho      | 3,20 m      |
| Weitsprung                  | Vilho Tuulos       | 6,94 m      | Lauri Virtanen     | 6,75 m      | Ossian Nylund    | 6,66 m      |
| Dreisprung                  | Vilho Tuulos       | 14,40 m     | Yrjö Lönn          | 14,04 m     | Ossian Nylund    | 13,72 m     |
| Kugelstoßen                 | Vihtori Kotro      | 13,58 m     | Lauri Janakka      | 13,12 m     | Vilho Niittymaa  | 13,06 m     |
| Kugelstoßen kombiniert (1)  | Vihtori Kotro      | 24,89 m     | Ville NiittymaA    | 24,62 m     | Ranne Roni       | 24,14 m     |
| Diskuswerfen                | Vilho Niittymaa    | 42,72 m     | Torolof Blomqvist  | 40,62 m     | Vihtori Kotro    | 39,48 m     |
| Diskuswerfen kombiniert (1) | Vilho Niittymaa    | 81,81 m     | Ranne Roni         | 71,73 m     | Vihtori Kotro    | 70,96 m     |
| Hammerwerfen                | Erik Eriksson      | 46,36 m     | Johan Pettersson   | 41,12 m     | Vihtori Kotro    | 39,60 m     |
| Speerwerfen                 | Urho Peltonen      | 61,64 m     | Paavo Johansson    | 60,87 m     | Yrjö Lumio       | 58,24 m     |
| Speerwerfen kombiniert (1)  | Urho Peltonen      | 106,43 m    | Paavo Johansson    | 103,74 m    | Karl Kaivola     | 98,74 m     |
| Gewichtwerfen               | Johan Pettersson   | 9,69 m      | Erik Eriksson      | 9,13 m      | Aarne Tavastila  | 7,99 m      |
| Fünfkampf                   | Hugo Lahtinen      | 10          | Gustaf Strandberg  | 14          | Leo Leino        | 23          |
| Zehnkampf                   | Oskar Hakulin      | 6162,485    | Gustaf Strandberg  | 6113,265    |                  |             |

### Mannschaftswertung
|    | Mannschaft          | Punkte |
| -- | ------------------- | ------ |
| 1. | Helsingfors IFK     | 8      |
| 2. | Tampereen Pyrintö   | 8      |
| 3. | Turun Urheiluliitto | 7      |

## Leichtathletik-Meisterschaft der Damen
| Disziplin | Gold          | Gold   | Silber      | Silber | Bronze       | Bronze |
| --------- | ------------- | ------ | ----------- | ------ | ------------ | ------ |
| 100 m     | Olga Virtanen | 14,2 s | Ida Sjöberg | 14,4 s | Alli Kanerva |        |

## Standsprung-Meisterschaften
| Disziplin        | Gold         | Gold   | Silber          | Silber | Bronze        | Bronze |
| ---------------- | ------------ | ------ | --------------- | ------ | ------------- | ------ |
| Hochsprung/Stand | Viljo Vuorio | 1,48 m | Pekka Johansson | 1,45 m | Yrjö Varelius | 1,40 m |
| Weitsprung/Stand | Viljo Vuorio | 3,13 m | Pekka Johansson | 3,11 m | Yrjö Varelius | 3,05 m |
| Dreisprung/Stand | Viljo Vuorio | 9,22 m | Pekka Johansson | 9,13 m | Ville Pörhölä | 8,99 m |

## Querfeldeinlauf-Meisterschaften
| Disziplin  | Gold            | Gold      | Silber           | Bronze         |
| ---------- | --------------- | --------- | ---------------- | -------------- |
| Einzel     | Paavo Nurmi     | 32:05 min | Hannes Miettinen | Ilmari Vesamaa |
| Mannschaft | Viipurin Reipas |           | Porvoon Akilles  |                |